# Střítež (Frýdek-místeki járás)
Střítež település Csehországban, a Frýdek-místeki járásban. Střítež Vělopolí, Smilovice, Ropice és Hnojník településekkel határos. Lakosainak száma 1074 fő (2024. január 1.).

## Népesség
A település lakosságának változását az alábbi diagram mutatja:
| Lakosok száma | 673  | 602  | 615  | 655  | 911  | 996  | 1008 | 1026 | 1047 | 1074 |
|               | 1869 | 1890 | 1921 | 1950 | 1980 | 2001 | 2017 | 2019 | 2022 | 2024 |